# 경기 지괴
경기 육괴(京畿 陸塊, Gyeonggi Massif) 또는 경기 지괴(京畿 地塊)는 대한민국 경기도를 중심으로 강원특별자치도와 충청남도 북서부에 걸쳐 있는 한반도의 선캄브리아기 지괴(地塊)이며 한반도의 주요 지체 구조이다. 임진강대와 옥천대(옥천 습곡대) 사이에 위치하며, 원생누대의 변성퇴적암 지층인 서산층군, 경기변성암복합체, 춘천층군, 연천층군과 다수의 선캄브리아기 변성암 및 화성암으로 구성된다. 

## 개요
한반도의 선캄브리아기 지체 구조는 낭림 육괴, 경기 육괴, 영남 육괴 3개의 주요 기반암체로 구성되며 낭림육괴와 경기육괴는 임진강대에 의해, 경기육괴와 영남육괴는 옥천대(옥천 습곡대)에 의해 구분된다. 한반도에서 선캄브리아기(시생누대, 원생누대) 암석이 차지하는 비율은 약 40%에 달하며, 한반도의 선캄브리아기 지각은 대부분 시생대 후기에 형성되었고 원생대 초기에 지괴화(cratonization) 과정을 거쳐 고원생대에 안정화되었다. 저어콘 연대에 의하면, 선캄브리아기 지각의 기원은 시생누대 고시생대에 시작되었으며, 27억년 전 맨틀로부터 지각을 형성하는 기원 물질이 추출되었고, 경기 육괴와 영남 육괴는 25억년 전, 낭림 육괴는 23억년 전에 대부분의 지각이 형성되었다. 그리고 고원생대인 18~19억년 전에 최종적으로 지각화 과정을 거쳐 안정적인 대륙 탁상지가 형성되어 신원생대의 화성 활동(고남산 각섬암, 감악산변성섬장암 등)이 시작되기 전까지 탁상지로 남아 있었다.
한반도에는 일부 지역에서만 시생대 암석이 나타나며 나머지 암석들은 대부분 고원생대 이후에 형성되었다. 한반도에서 발견된 가장 오래된 암석은 신시생대 변성화성암으로 25억년 전에 생성된 것이나, 그 보다 더 오래된 암석은 20~18억년전 사이에 고원생대 변성퇴적암 그리고 변성화성암으로 변화되었다. 한반도의 기저(基底)를 이루는 암석은 대부분 고원생대에 형성된 암석들이다.
경기 지괴는 중국의 산둥 육괴와 연결되어 있다.

### 한반도 최고령 암석
경기 육괴에 속하는 대이작도 서부와 소이작도에 분포하는 혼성편마암 또는 토날라이트질 편마암은 SHRIMP U-Pb 저어콘 연대측정 결과 이 혼성암은 약 25억 8천만년 전(2.58 Ga)에 정치한 근원암이 약 25억년 전(2508±18 Ma)에 광역 변성 작용을 받아 형성되었으며 시생누대 신시생대의 것으로 한국의 최고령 암석에 해당된다.

### 지질시대
경기 육괴 내 여러 지역에서 채취한 선캄브리아기 편마암에 대해 SHRIMP U-Pb 저어콘 연대측정을 실시한 결과, 경기 육괴의 기반암은 약 24억년 전(2427~2489 Ma)에 광역적인 변성 작용과 화성 활동에 의해 형성된 퇴적암을 기원암으로 하며, 경기 육괴는 약 18~19억년 전 (1839~1909 Ma)에 컬럼비아 초대륙의 형성과 관련된 광역 변성 작용을 받은 것으로 밝혀졌다. 경기 육괴는 고원생대에 변성 작용을 받았는데, 이는 콜롬비아 초대륙 형성시 일어난 대륙충돌에 의해 발생한 것으로 확인되었다. 이승렬 외(2000)는 강원특별자치도 화천군 지역의 화천 백립암 복합체(Hwacheon granulite complex, HGC)에서 1872±7 Ma의 U-Pb 연대를 보고하고 경기 지괴가 양쯔 강괴에 대비되며 임진강대가 친링-다비-술루 충돌대의 동측 연장에 해당한다고 보았다.
| 지역            | 좌표                                                                | 암석                      | 광물   | 연대측정법         | 사건      | 연대 (Ma)                        | 시기                                                   | 출처                  |
| --------------- | ------------------------------------------------------------------- | ------------------------- | ------ | ------------------ | --------- | -------------------------------- | ------------------------------------------------------ | --------------------- |
|                 |                                                                     |                           |        |                    |           |                                  |                                                        |                       |
| 화천군          | 북위 38° 03′ 13″ 동경 127° 35′ 22″ / 북위 38.05361° 동경 127.58944° | 호상 편마암               | 저어콘 | U-Pb               |           | 2164±18                          | 고원생대 라이악스기                                    | 김청빈 외(1999)       |
| 화천군          |                                                                     | 화천 백립암 복합체        | 저어콘 | U-Pb SHRIMP        | 변성      | 1872±7                           | 고원생대 오로세이라기                                  | 이승렬 외(2000)       |
| 화천군          |                                                                     | 화천 백립암 복합체        | 자류석 | Pb-Pb TIMS         | 변성      | 1865±4                           | 고원생대 오로세이라기                                  | 사공희 외(2003)       |
| 화천군          |                                                                     | 압쇄상 편암               | 저어콘 | U-Pb SHRIMP        | 변성      | 1858±17                          | 고원생대 오로세이라기                                  | 이기욱 외(2008)       |
| 화천군          |                                                                     | 백립암                    | Mn     | U-Pb SHRIMP        | 변성      | 1860±11                          | 고원생대 오로세이라기                                  | 이기욱 외(2008)       |
| 화천군          |                                                                     | 백립암                    | Mn     | U-Pb SHRIMP        | 변성      | 1873±17                          |                                                        | 이기욱과 조문섭(2009) |
| 인제군          | 북위 38° 11′ 01″ 동경 127° 12′ 42″ / 북위 38.18361° 동경 127.21167° | 결정질 편암               | 저어콘 |                    | U-Pb      | 2413±21                          | 고원생대 시데로스기                                    | 김청빈 외(1999)       |
| 파주시 문산읍   | GM08                                                                | 석류석-흑운모 호상 편마암 | 석류석 | Pb-Pb TIMS         |           | 1862±34                          | 고원생대 오로세이라기                                  | 사공희 외(2003)       |
| 홍천군          | 북위 37° 45′ 55″ 동경 127° 46′ 13″ / 북위 37.76528° 동경 127.77028° | 반상변정 편마암           | 저어콘 | U-Pb               |           | 1952±13                          | 고원생대 오로세이라기                                  | 김청빈 외(1999)       |
| 홍천군          | GM03                                                                | 석류석-흑운모 호상 편마암 | 석류석 | Pb-Pb Sm-Nd        | 변성      | 1989±34 1967±57                  | 고원생대 오로세이라기                                  | 사공희 외(2003)       |
| 가평군 청평면   | GM06                                                                | 편마암                    | 석류석 | U-Pb Sm-Nd         | 변성      | 265±8 215±16                     | 페름기 과달루페세                                      | 사공희 외(2003)       |
| 평창군          |                                                                     | 화강편마암                |        | Pb                 | 관입      | 1554±117                         | 중원생대                                               | 김정환 외(1997)       |
| 평창군          |                                                                     | 화강편마암                | 흑운모 | Rb-Sr              | 변성      | 146~166                          | 중생대 쥐라기                                          | 김정환 외(1997)       |
| 평창군          |                                                                     | 화강편마암                |        | SHRIMP U-Pb 저어콘 | 화성      | 1960                             | 고원생대 오로세이라기                                  | 송용선 외(2011)       |
| 횡성군 안흥면   |                                                                     | 화강편마암                |        | SHRIMP U-Pb 저어콘 | 관입      | 1920~1910                        | 고원생대 오로세이라기                                  | 김성원 외(2014)       |
| 횡성군          |                                                                     | 치악산 편마암             | 저어콘 | SHRIMP U-Pb        | 퇴적 변성 | 2070~1960 1860                   | 고원생대 라이악스기~오로세이라기 고원생대 오로세이라기 | 안흥리 지질도폭(2011) |
| 횡성군          |                                                                     | 반상 화강편마암           | 저어콘 | SHRIMP U-Pb        | 관입 변성 | 1910±32, 1921±28 307±29 / 252±22 | 고원생대 오로세이라기 석탄기~트라이아스기              | 안흥리 지질도폭(2011) |
| 횡성군          |                                                                     | 운학 화강암               |        | U-Pb               |           | 1988±2                           | 고원생대 오로세이라기                                  | 안흥리 지질도폭(2011) |
| 강화도          | 북위 37° 51′ 14″ 동경 126° 27′ 56″ / 북위 37.85389° 동경 126.46556° | 화강편마암                | 저어콘 | U-Pb               |           | 1673±10                          |                                                        | 김청빈 외(1999)       |
| 성남시          | 북위 37° 27′ 29″ 동경 127° 07′ 34″ / 북위 37.45806° 동경 127.12611° | 미그마타이트              | 저어콘 | U-Pb               |           | 1868±9                           | 고원생대                                               | 김청빈 외(1999)       |
| 이천시 장호원읍 |                                                                     | 석류석 편마암             | 석류석 | Sm-Nd              | 변성      | 1198±33                          | 중원생대                                               | 이승구 외(1994)       |
| 공주시          | 북위 36° 28′ 36″ 동경 127° 02′ 30″ / 북위 36.47667° 동경 127.04167° | 미그마타이트              | 저어콘 | U-Pb               |           | 2417±39                          | 고원생대 시데로스기                                    | 김청빈 외(1999)       |
|                 |                                                                     |                           |        |                    |           |                                  |                                                        |                       |

| 지역                        | 좌표                                                                | 암석               | 광물   | 연대측정법  | 연대 (Ma) | 시기                 | 출처                  |
| --------------------------- | ------------------------------------------------------------------- | ------------------ | ------ | ----------- | --------- | -------------------- | --------------------- |
|                             | 북위 38° 03′ 10″ 동경 127° 32′ 50″ / 북위 38.05278° 동경 127.54722° | 사창리 반상 화강암 | 저어콘 | U-Pb        | 166.2±1.2 |                      | 김청빈 외(1999)       |
|                             | 북위 38° 02′ 54″ 동경 127° 36′ 43″ / 북위 38.04833° 동경 127.61194° | 온탄리 반려암      | 저어콘 | U-Pb        | 164.7±2.4 |                      | 김청빈 외(1999)       |
| 횡성군                      |                                                                     | 대보 화강암        |        | SHRIMP U-Pb | 172.6±1.4 | 쥐라기 중기 알레니안 | 안흥리 지질도폭(2011) |
| 횡성군 안흥면 송한리~소사리 |                                                                     | 안산안질 반암      | 저어콘 | 206Pb/238U  | 176.9±1.2 | 쥐라기 중기 알레니안 | 안흥리 지질도폭(2011) |
|                             |                                                                     |                    |        |             |           |                      |                       |

### 하위 지층
경기 지괴의 변성퇴적암 중 충청남도 서산시 지역의 변성암류를 서산층군, 경기도 가평군에서 춘천시 일대에 분포하는 변성암류를 춘천층군, 연천군 지역에 분포하는 변성퇴적암류를 연천층군이라 부르며 나머지 지역의 편마암 및 편암류를 묶어 경기변성암복합체로 통칭한다. 김옥준(1973)은 경기 육괴 북서부에 분포하는 선캄브리아기 암석들의 층서를 연구하고, 규암과 석회암 지층을 건층(key bed)으로 하여 밑에서부터 부천층군, 시흥층군, 양평층군으로 구성되는 경기변성암복합체와 중기~후기 선캄브리아기의 장락층군과 춘성층군으로 구분하였다.

## 서산층군

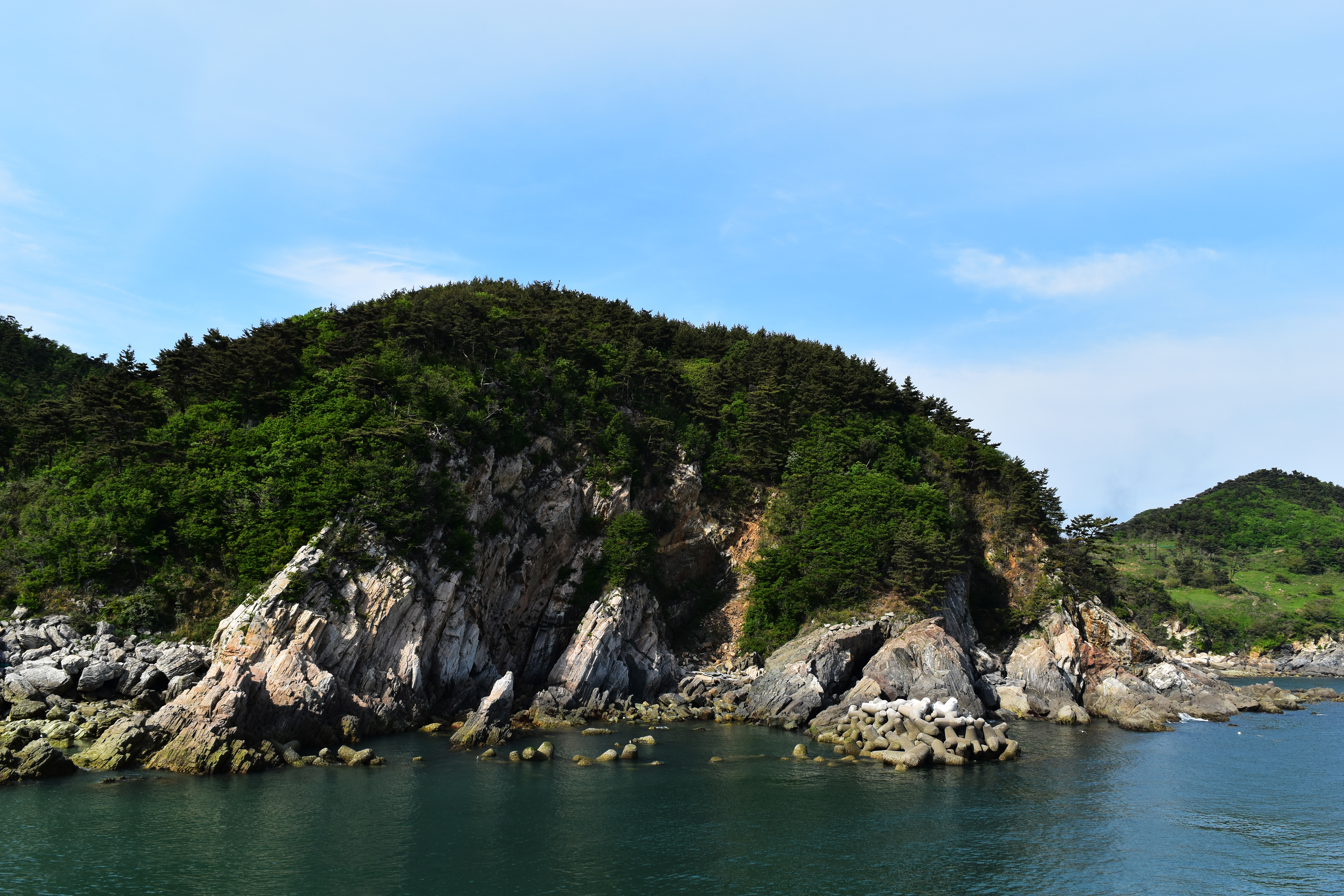
태안군 가의도의 서산층군

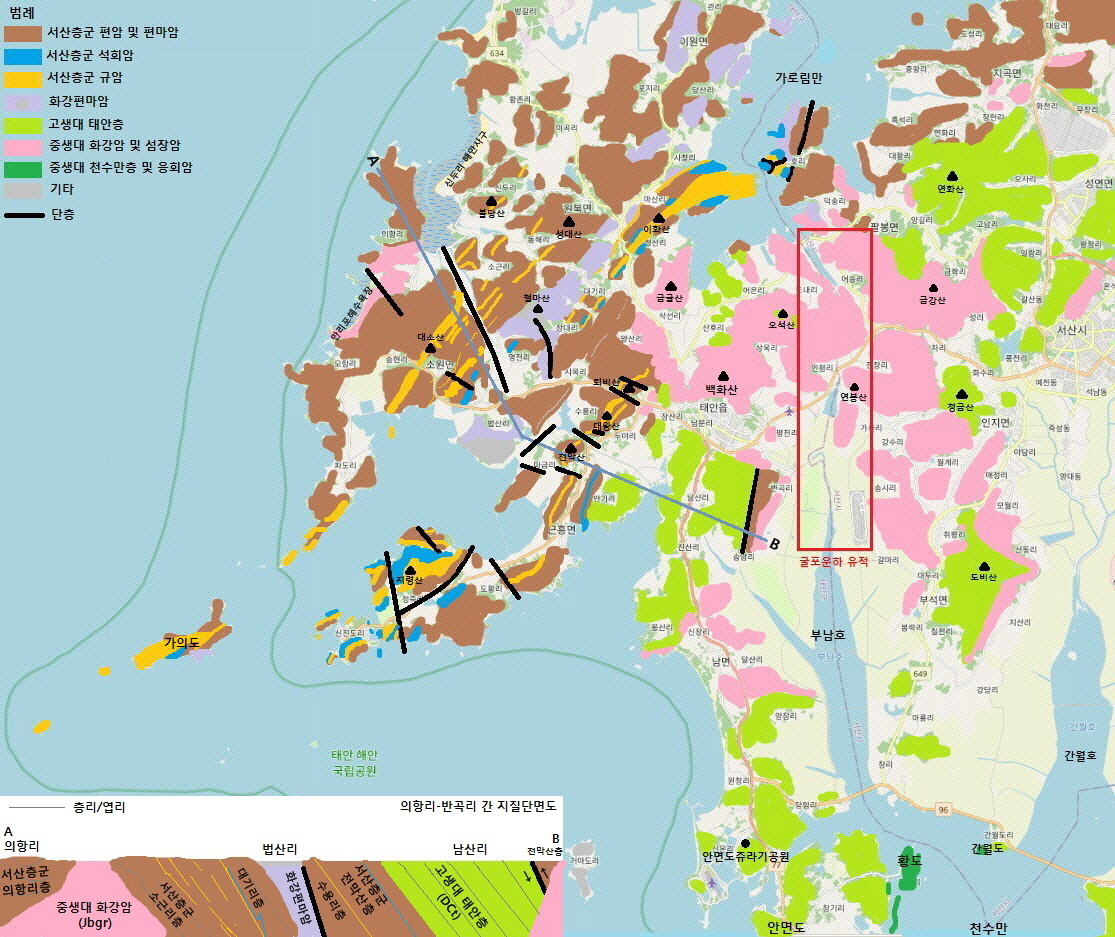
태안군의 지질

서산층군(Seosan Group)은 충청남도 태안군 태안반도 지역에 분포하는 편암 및 규암 지층으로 화강편마암에 의해 관입당했다. 서산층군의 규암 내에는 철이 포함되어 있다. 손치무(1971)는 태안군의 연천계 분포지역에 발달하는, 철광을 함유한 규암 지층을 최초로 서산층군으로 명명하였고, 이를 북중국 강괴의 안산 철광층에 대비시켜 율리층군과 더불어 시생누대의 지층으로 보았으며 나기창 외(1982)는 서산층군을 관입한 화강편마암의 루비듐-스트론튬(Rb-Sr) 전암 연대를 2,572 Ma (신시생대~고원생대)로 보고하여 서산층군은 한동안 대한민국에서 가장 오래된 시생누대의 지층으로 간주되었다. 
그러나 튜렉 앤드류와 김청빈(1996)은 서산층군을 관입한 동 화강편마암에서 1766 Ma (고원생대 스타테로스기)의 U-Pb 저어콘 연대를 보고하였으며 결정적으로 조등룡 외(2006)는 서산층군 소근리층의 함철규암(북위 36° 44′ 39″ 동경 126° 08′ 02″ / 북위 36.74417°  동경 126.13389° )에서 가장 젊은 쇄설성 저어콘의 연대로 1781~1898 Ma (고원생대 오로세이라기~스타테로스기)보고하여 오늘날 서산층군은 시생대가 아닌 고원생대 지층으로 간주된다. 
나기창 외(1982)는 서산층군을 서산층과 태안층으로 구분하였다. 서산군(아직 태안군이 설치되기 전이다.) 소원면, 원북면, 이북면 지역에 분포하는 서산층은 밑에서부터 서산편암과 서산규암으로 구성되며 규암에는 자철석이 포함된다. 이후 서산·모항 지질도폭(1982) 및 대산·이곡 지질도폭(1982)에서는 서산층군을 의항리층, 소근리층, 대기리층(이북리층), 수용리층, 전막산층 5개 지층으로 구분하였다. 각 지층은 철을 함유한 함철규암층과 호상 편마암, 운모편암, 석영편암, 석회암 등으로 구성된다.

## 경기변성암복합체
경기변성암복합체(龍頭里片麻巖複合體, Gyeonggi metamorphic rocks Complex)는 경기 육괴의 대부분을 차지하는 변성암 복합체로 밑에서부터 부천층군, 시흥층군, 양평층군으로 구성된다. 그러나 경기변성암복합체의 편암 및 편마암은 변성작용과 화강암화작용에 의해 혼성암화되어 있어 층서를 구분하는 것이 어렵고 건층으로 해석된 규암과 석회암을 경계로 암상의 변화가 없어 이들이 실제로 지층군 사이의 경계인지는 불분명하다. 따라서 경기 육괴 지역 대부분의 1:5만 지질도폭에서는 부천층군, 시흥층군, 양평층군의 구분 없이 그냥 '경기변성암복합체'로 통칭한다. 경기변성암복합체는 우흑대와 우백대가 교호하는 흑운모 호상 편마암, 미그마타이트질 편마암, 운모편암, (함석류석) 화강편마암, 안구상 편마암, 우백질 편마암 등으로 구성되며 다수의 규암과 석회암(대리암)을 포함한다.

### 부천층군
김옥준(1973)은 인천광역시~소래면~남양읍 지역에 걸치는 흑운모 편암층과 규암~백운모 석영편암, 흑연 편암과 석회암으로 구성된 지층을 부천변성암층군으로 명명하였다. 이 부천층군은 김포시와 김포국제공항에서 소사동을 지나 수암동 부근까지 단속적으로 이어지는 석회암 지층을 경계로 그 서편에 분포한다. 부천층군은 편암류로 구성되며, 편마암화 정도가 가장 낮은 지층으로 구분된다.

### 시흥층군
김옥준(1973)은 안양시에서 과천시와 남한산성 지역을 거쳐 광주시 북방에 이르는 변성암 복합체를 시흥변성암층군으로 명명하였다. 시흥층군은 경기편마암복합체에 중부에 위치해 가장 넓은 분포를 보이는 지층으로 북서쪽으로 파주시, 북동쪽으로 가평군에 이른다. 시흥층군은 밑에서부터 흑운모편암(안양시 남부~아현동~고양시), 함자류석 흑운모 편암과 편마암, 흑운모 편마암, 호상 편마암, 석회암과 녹니석편암으로 구성된다.

### 양평층군
김옥준(1973)은 양수리~양평군~청평호 지역에 분포하는 변성암을 양평변성암층군으로 명명하였으며 경기변성암복합체의 최상부 지층이다. 양평층군은 양수리-양평 일대에 분포하는 준편마암류와 혼성암들에 해당한다.

## 경기 육괴 중부
경기 육괴 중부 춘천시~양평군~홍천군 지역에는 경기변성암복합체를 부정합으로 덮는 장락층군, 의암층군, 구봉산층군 등이 분포한다.
송용선 외(2001)는 경기 육괴 중부 편마암에 대해 저어콘 U-Pb 연대 측정을 실시하여 용두리 편마암 복합체는 2168±24 Ma 및 1227±40 Ma, 의암층군은 1955±22 Ma 및 493±32 Ma, 용문산층군은 3712±244 Ma 및 1613±51 Ma의 결과를 획득하였다. 용두리 편마암 복합체와 의암층군의 연대는 영남 육괴의 화강편마암 및 반상변정질 편마암과 유사하며 이는 경기 육괴와 영남 육괴과 약 20억 년 전에도 비슷한 지구조 및 지리적 환경에 있었음을 시사한다.

### 장락층군
장락층군(長樂層群, Janrak Group)은 장락산을 표식지로 하여 장락산맥을 이루는 장락 규암층을 기저로 하는 변성퇴적암 지층이다. 포천시와 가평군 일부 지역에 분포하며 가평 지질도폭(1974)에 의하면 춘천시 서부 지역에서 용두리 편마암 복합체와 단층으로 접하나 김옥준(1973)은 1972년 작성된 가평 및 용두리 지질도폭 당시 용두리 편마암 복합체라 하여 장락층군과 의암층군 사이에 끼어 춘천시 남산면 검봉산~남면 지역에 길게 남-북 방향으로 분포하는 흑운모 편마암 및 편마암도 장락층군에 포함시켰다. 따라서 김옥준(1973)은 장락층군을 밑에서부터 장락 규암층, 흑운모 편마암(=삼산현층), 흑운모 편마암-규질편마암 교호층(=용두리편마암복합체), 굴봉산 규암층 및 저변질 편암류로 구분하였다.
가평 및 용두리 지질도폭에서는 장락 규암층, 삼산리층, 석산리층, 길곡리층 4개 지층으로 구분하였다. 용두리 지질도폭의 용두리편마암복합체(龍頭里片麻巖複合體, Yongduri gneiss complex)는 홍천군의 지질의 기저를 이루며 많은 지역을 차지하는 고기(古期) 편마암류 복합체이다. 용두리 지질도폭(1974)에서의 조사 결과 퇴적층이 광역 변성 작용을 받아 형성된 준(準)편마암류임이 밝혀졌다. 암상 및 변성도에 따라 화강암질 편마암, 호상흑운모편마암, 자류석편마암, 흑운모 편마암 및 편암층 등으로 구분된다.
연천 지질도폭(2007) 조사 당시 포천시 북서부~연천군 지역에 분포하는 장락층군 편암의 SHRIMP 저어콘 U-Pb 연대측정 결과는 약 19억 년 전(고원생대 오로세이라기)으로 이는 모암의 퇴적 시기의 상한을 지시한다.

### 춘성층군 (의암층군)
1971년 1:250,000 춘성 지질도폭 조사 당시 춘천시 지역에 분포하는 지층을 춘성통이라 명명하였으나 가평 지질도폭(1972) 및 홍천 지질도폭(1975)에서는 이를 의암층군이라 명명하였다. 그러나 김옥준(1973)은 의암이라는 이름이 의암 규암층으로 오인하기 쉬워 춘성층군으로 재명명하였다. 춘성층군 또는 의암층군은 밑에서부터 의암 규암층, 강촌층, 구곡리층, 방곡리층, 창촌리층, 추곡리층, 동산층 7개 지층으로 구성된다. 이들 지층은 춘천시 남산면~남면~동산면~홍천군 북방면에 걸치는 직경이 20 km에 달하는 원형의 분지 내에 거의 동심원 형태로 분포한다. 의암 규암층은 분포지 최외곽에 분지를 둘러싸며 분포하며 용두리편마암복합체를 부정합으로 덮는다.
의암층군 각섬석 편마암의 U-Pb 저어콘 연대는 1995±22 Ma (고원생대 오로세이라기]])로 보고되었고 의암층군을 관입하여 중앙부에 넓게 분포하고 있는 안구상 편마암의 관입 시기는 1952±13 Ma (고원생대 오로세이라기)로 보고되었으며 이는 경기편마암복합체의 고원생대 변성시기와 거의 일치해 두 암석은 동일한 지층일 가능성이 있다.

## 대보 화강암
경기 지괴 남서부 서산시, 당진시, 천안시와 중동부 이천시, 여주시, 원주시, 횡성군 지역에서 설악산 및 평창군~강릉시로 이어지는 지역에는 중생대 쥐라기의 대보 화강암이 관입해 있다. 이 화강암은 멀리는 충청남도와 전라도 지역에서부터 이어져 온 거대한 저반암체의 일부로, 선캄브리아기의 기반암을 관입한다. 지질도 상으로 화강암의 분포는 서로 이어져 있는데, 옥천대 지역에서 넘어온 대보 화강암체는 대전광역시, 청주시, 충주시를 지나 여주시~이천시 지역에서 넓은 평야 지대를 형성하고, 횡성군에서 분포지가 두 갈래로 나누어져 한쪽은 인제 단층과 금왕 단층 사이에 끼어 설악산과 고성군 지역까지 이어지고, 다른 한쪽은 영동고속도로를 따라 평창군 북부를 지나 강릉시까지 이어진다. 
경기 육괴 내 대보 화강암
- 이천 설봉산 삼형제바위
- 여주 마암 측면
- 여주 마암 전면
- 원주시 지정면 간현리 간현관광지
- 원주시 지정면 간현리 간현관광지
- 원주시 문막읍 반계리 반계저수지 지방도 제349호선 도로변
- 원주시 문막읍 반계리 반계저수지 지방도 제349호선 도로변
- 원주시 문막읍 반계리 반계저수지 지방도 제349호선 도로변
- 원주시 문막읍 반계리 반계저수지 지방도 제349호선 도로변

## 경기 육괴 동부

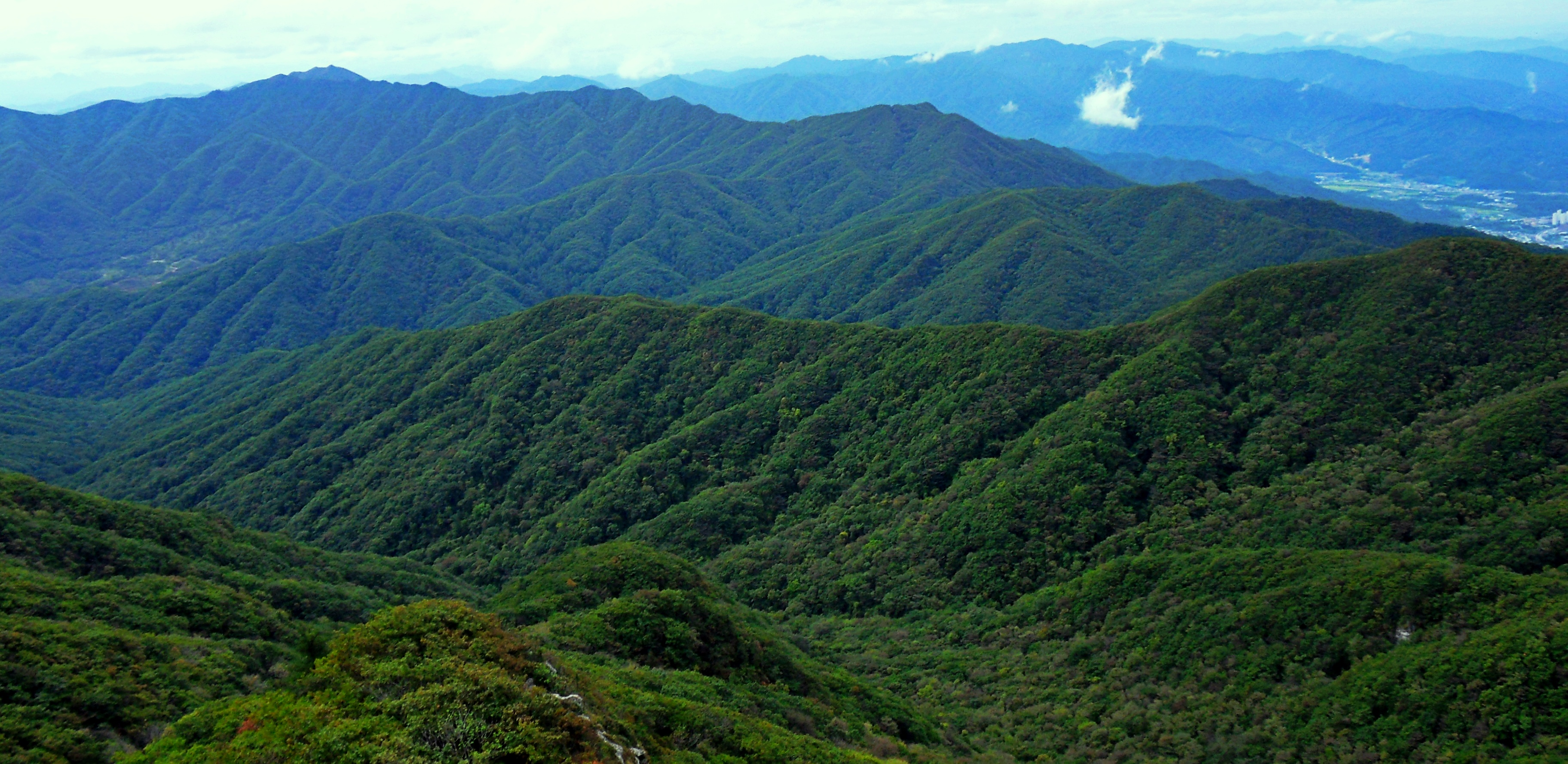
선캄브리아기 고원생대 편마암으로 구성된 치악산

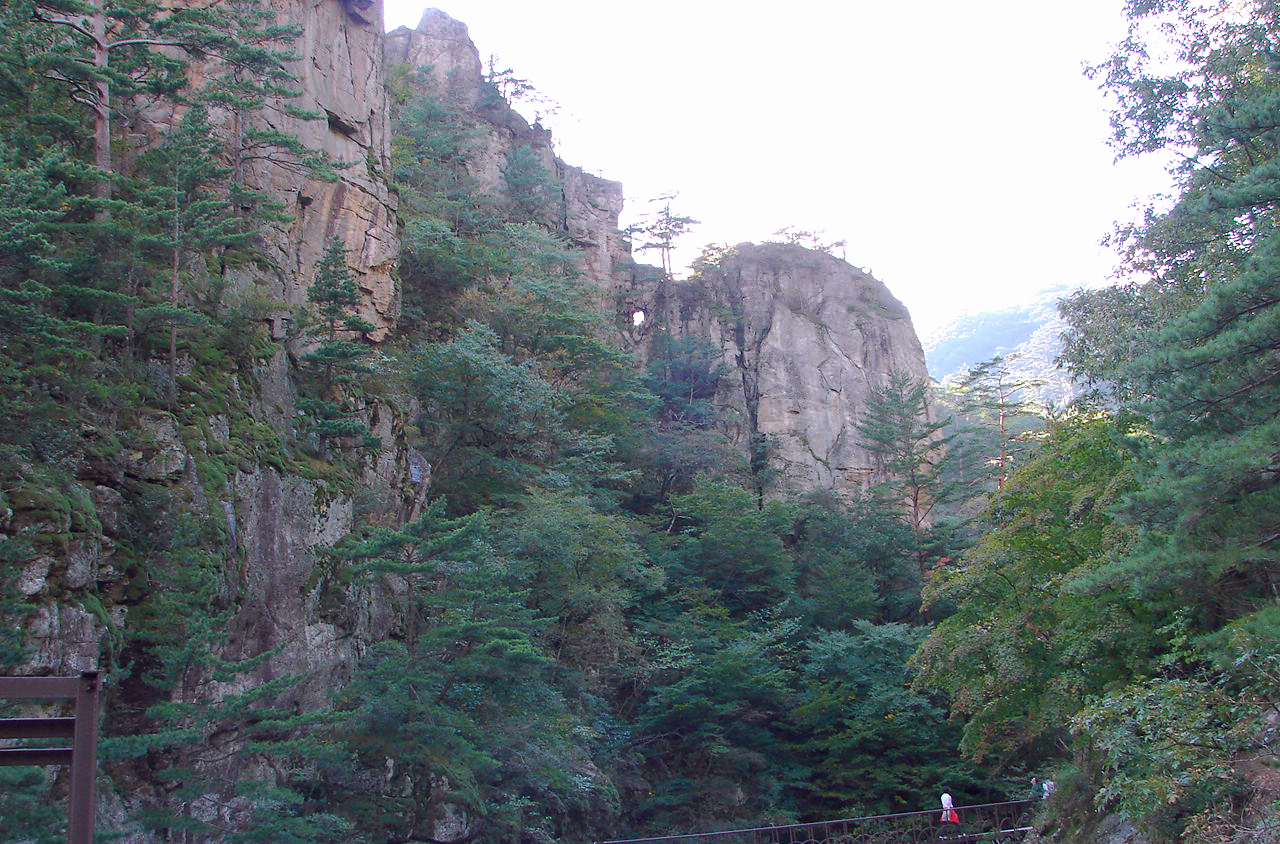
선캄브리아기 고원생대 편마암으로 구성된 오대산

강원특별자치도 원주시~치악산~횡성군 지역과 오대산 지역에는 선캄브리아기 편마암 복합체가 경기도의 주 분포지와 떨어져 독립적으로 분포하는데, 이들도 경기 육괴의 연장으로 간주된다.
원주시와 횡성군 지역에는 치악산을 중심으로 선캄브리아기 고원생대의 편마암과 화강암이 분포하며 안흥리 지질도폭(2011)에서 치악산 편마암(2070~1960 Ma 퇴적, 1860 Ma 변성), 반상 화강편마암(1910±32 Ma, 1921±28 Ma 관입), 운학 화강암(1988±2 Ma), 안흥 화강암 등으로 분류하였다.

### 화강편마암 (평창군)
평창군의 화강암질 편마암(화강편마암)은 평창군 방림면을 중심으로 그 주변 청태산과 대미산, 대화면 개수리, 평창읍 뇌운리 등지에 분포하며 안흥리 지질도폭(2011)의 치악산 편마암과 반상화강편마암으로 연속된다. 분포 지역은 방림 단층의 상반부에 해당한다. 화강편마암은 반상변정(斑狀變晶)편마암, 호상 편마암, 흑운모 편마암을 주체로 하며 드물게 안구상 편마암을 포함하고, 방림층군과 점이적인 관계로 접하고 있다.
김정환 외(1997)은 평창 지역 화강편마암의 Pb 연대측정 자료를 1554±117 Ma (고원생대 스타테로스기~중원생대 칼리마기)로 보고하였으며 화강편마암 내 흑운모 Rb-Sr 연대를 146~166 Ma (쥐라기 중기 바조시안~후기 옥스포디안)으로 보고하여 이 화강암질암이 중원생대에 관입했고 중생대 화성 활동의 영향을 받았음을 보고하였다. 송용선 외(2011)는 이 화강편마암이 주로 석영과 장석, 운모류로 구성되어 있는 화성 기원의 정편마암(orthogneiss)이며 SHRIMP U-Pb 저어콘 연대 측정으로 화강편마암이 1960 Ma의 화성활동으로 기원한다고 보고하였다. 김성원 외(2014)는 SHRIMP U-Pb 저어콘 연대 측정을 통해 화강편마암에 대비되는 횡성군 안흥면 지역의 화강암류의 관입시기를 1920~1910 Ma (고원생대 오로세이라기)로 제시하였다.
평창군 지역 화강암질 편마암(화강편마암)의 노두
- 평창군 봉평면 유포리 99-4 지방도 제424호선 앞 화강편마암과 금당산 (1174 m)
북위 37° 32′ 30.4″ 동경 128° 23′ 36.0″ / 북위 37.541778°  동경 128.393333°
- 페르마타펜션(봉평면 금당계곡로 1375-8) 앞 평창강과 노두
북위 37° 31′ 20.3″ 동경 128° 23′ 49.9″ / 북위 37.522306°  동경 128.397194°
- 평창군 대화면 개수리 지방도 제424호선 도로변 노두
북위 37° 30′ 32.8″ 동경 128° 23′ 33.9″ / 북위 37.509111°  동경 128.392750°
- 평창군 대화면 개수리 지방도 제424호선 도로변 노두
북위 37° 30′ 13.8″ 동경 128° 23′ 27.6″ / 북위 37.503833°  동경 128.391000°
- 평창군 방림면 계촌리 산 147-2, 지방도 제420호선 도로변 노두
북위 37° 27′ 10.5″ 동경 128° 20′ 25.5″ / 북위 37.452917°  동경 128.340417°
- 평창군 방림면 계촌리 산 188-2, 지방도 제420호선 도로변 노두
북위 37° 27′ 15.1″ 동경 128° 20′ 59.4″ / 북위 37.454194°  동경 128.349833°

### 방림층군
방림층군(PCEbr; Precambrian bangrim group)은 평창군 방림면을 중심으로 소규모 분포하는 변성퇴적암이다. 이 암석은 평창 지질도폭(1979)에서는 선캄브리아기의 암석으로 보고되었으나 이 암석이 고생대의 지층이라는 의견도 있다.
방림층군과 선캄브리아기 화강편마암의 관계는 화강암질화 작용과 관입, 부정합이 모두 보고되어 있어 방림층군의 연령에 대한 논란의 여지가 있다. 김유홍 외(2010)는 송봉층(방림층군)이 화강편마암 위에 부정합으로 놓이고, 상부로 갈수록 편암층에 협재하는 석회암층이 우세해지는 것을 근거로 방림층군은 조선 누층군 하부 지층에 대비되며 조선 누층군 평창층군과 정합 관계라고 설명하였다. 송용선 외(2011)는 방림층군의 변성도는 화강편마암과는 현저하게 차이가 나기 때문에 이 둘의 관계는 부정합으로 해석되어야 한다고 보고하였다. 이흥기(2016)는 기존에 김유홍 외가 보고했던 판운계곡의 부정합 경계 및 이의 연장으로 생각되는 부정합 경계를 주천 당거리 계곡 임도에서 확인하였지만, 평창 북부지역에서 보고된 관입의 증거는 확보하지 못하였다.>
곽무성 외(2017)는 방림층군에서 분리한 쇄설성 저어콘의 SHRIMP U-Pb 연대측정을 실시하였고, 방림층군의 퇴적시기가 450.3±4.2 Ma보다 이후임이 드러났다. 이는 방림층군이 선캄브리아기 지층이 아니며 조선 누층군 묘봉층보다 젊은 층이어야 한다. 방림층군의 퇴적시기가 450 Ma 이후라면 방림층군과 구조적으로 그 위에 놓인 장산 규암층과의 관계는 단층이어야 한다. 따라서 조선 누층군 장산 규암층, 묘봉층, 풍촌 석회암층이 방림층군 위로 충상된 것으로 추정하였다.
방림층군은 주로 방림 단층에 인접하여 분포하지만 금당산 서측에서 두 갈래로 나누어져 갈라져 나간 좁은 폭의 가지가 화강암질 편마암 분포지를 가로지르다 다시 모이는 분포 형태를 보인다. 이러한 분포 특성은 아마도 단층에 의한 것으로 보이지만 명확하게 알려지지는 않았다. 이흥기(2016)는 이 분포지가 단층에 의한 것이라 보고 운교리 스러스트 단층을 설정하였다. 구체적으로는 금당산 서측에서 분기되어 한 갈래는 대화면 개수리와 상안미리 남측의 승두봉(1013.5 m)에서 방림리를 지나 평창읍 다수리까지 이어지며 또 다른 갈래는 방림면 계촌리를 지나 평창읍 원당리와 하일리로 이어지고 이후 영월군 주천면 판운리로 이어진다. 승두봉에서 화강암질 편마암과 조선 누층군 장산 규암층과 접하며 분포지 서쪽으로는 언제나 점이적으로 화강암질 편마암과 접한다. 방림층군은 녹니석흑운모편암, 견운모편암, 석영편암, 결정질 석회암 등으로 구성된다.

### 오대산편마암복합체
오대산편마암복합체(Odesan Gneiss Complex)는 강원특별자치도 오대산과 양양군, 홍천군, 평창군 지역에 분포하는 편마암 복합체로 주로 미그마타이트질편마암과 반상변정질편마암으로 구성되며 소규모의 규암, 각섬암(amphibolite), 결정질 석회암, 돌로마이트질 석회암, 우백질 혼성암(migmatite) 등이 포함된다. 오대산편마암복합체는 최소 2회의 광역 변성 작용을 받았는데, 광물 조합에 근거해 고압의 변성 작용과 급격한 지각 상승 후 1차 변성 작용(온도 776~789°C, 압력 5.4~7.4 kb)이 발생하였으며 구룡층군의 퇴적 후 2차 변성 작용(온도 650°C, 압력 680~750°C)이 발생한 것으로 추정된다.
오대산의 편마암

## 단층
경기 지괴 내부에는 추가령 단층, 왕숙천 단층, 신갈 단층, 인제 단층, 금왕 단층, 공주 단층, 당진 단층, 의당 단층 등 다수의 단층이 발달한다. 특히 공주 단층과 금왕 단층은 음성 분지에서 하나로 이어져 공주시에서 설악산까지 경기 육괴와 옥천 습곡대의 경계를 형성한다.

### 금왕 단층

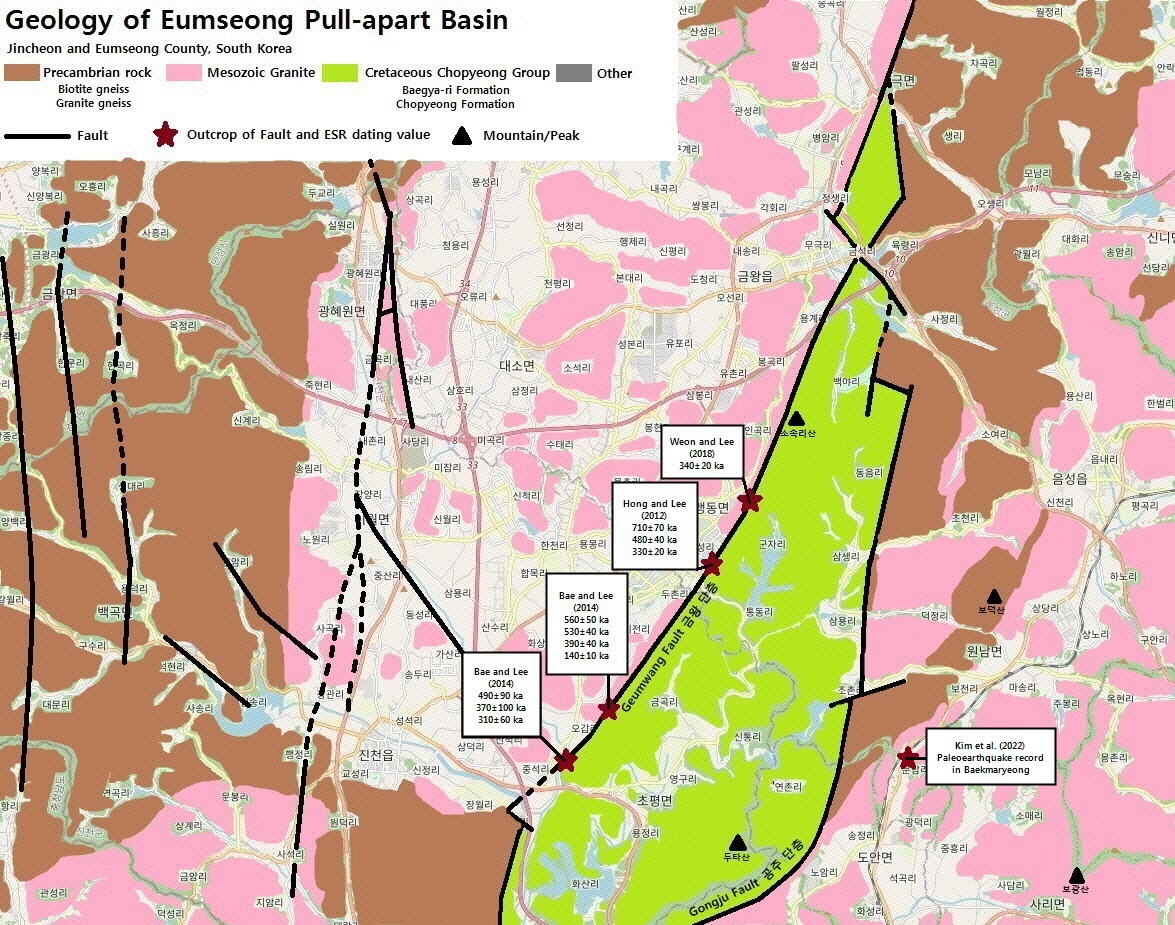
음성 분지와 금왕 단층, 공주 단층―단층을 경계로 북서부는 경기 지괴, 남동부는 옥천대

금왕 단층(金旺 斷層, Geumwang Fault)은 대한민국 충청북도 진천군에서 시작해 음성군 금왕읍, 강원특별자치도 원주시, 횡성군, 홍천군, 인제군 상남면을 지나 설악산에 이르는 북동-남서 방향, 총 연장 170 km의 대규모 주향 이동 단층으로 약 70만 년 전부터 10만 년 전까지 활동한 활성단층이다.

### 공주 단층
공주 단층(公州 斷層, Gongju Fault)은 대한민국 충청남도 공주시 공주 분지를 중심으로 발달한 북동-남서 방향, 연장 110 km의 대규모 단층으로, 공주시에서 청주시 오창읍을 지나 음성 분지 남동부 경계부까지 이어진다. 옥천 습곡대와 경기 육괴의 경계를 형성한다.

## 같이 보기
- 한국의 지질
- 영남 지괴/영남 육괴
- 옥천 습곡대
- 경상 분지
- 포항 분지